# Франц Ржеменовський фон Траутеннег
Франц Ржеменовський фон Траутеннег (нім. Franz Rzemenowsky von Trautenegg; 16 жовтня 1888, Цнайм — 14 червня 1935, Відень) — австро-угорський офіцер-підводник чеського походження, лейтенант лінкора.

## Біографія
В 1907 році вступив на флот. Учасник Першої світової війни. З 25 березня по 10 травня 1916 року — командир підводного човна SM U-15, з 17 вересня по 9 жовтня 1916 року — SM U-17, з 9 по 28 жовтня 1916 і з червня по 12 червня 1917 року — знову SM U-15, з 28 липня по 29 листопада 1917 року — SM U-20, з 30 листопада 1917 по липень 1918 року — SM U-4, з липня по 31 жовтня 1918 року — SM U-28.
25 жовтня 1916 року потопив італійський пароплав Polceverra в Середземному морі. Всі цлени екіпажу пароплава вижили.

## Звання
- Морський фенріх (1 липня 1909)
- Лейтенант фрегата (1 листопада 1910)
- Лейтенант лінкора (1 листопада 1914)

## Нагороди
- Ювілейний хрест
- Срібна медаль «За військові заслуги» (Австро-Угорщина) з мечами
- Хрест «За військові заслуги» (Австро-Угорщина) 3-го класу з військовою відзнакою і мечами
- Залізний хрест 2-го класу
- Пам'ятна військова медаль (Австрія) з мечами